# Paul Verkleij
Paulus Cornelis (Paul) Verkleij (Gouda, 3 mei 1973) is een Nederlandse duatleet en triatleet. Hij won vijfmaal een medaille op een Nederlands kampioenschap waarvan eenmaal goud op het NK duatlon. Ook werd hij veelvuldig Nederlands militair kampioen triatlon.
Verkleij boekte zijn eerste grote succes door Nederlands kampioen te worden bij de Nederlandse kampioenschappen 2004 in Venray. Hij werd derde in Almere (2005) en tweede in Stein (2004). In 2005 werd hij verkozen tot Leusdens sportman van het jaar. 
Verkleij is woonachtig te Leusden, lid van AV Triathlon in Amersfoort, sergeant en sportinstructeur bij de Koninklijke Landmacht. Hij is getrouwd en heeft twee kinderen.

## Titels
- Nederlands kampioen duatlon - 2004

## Persoonlijke records
- 800 m - 1.51
- 1500 m - 3.46

## Palmares

### Atletiek
- 2000:  Linschoterloop - 1:09.02
- 2004: 6e Linschoterloop - 1:11.30

### Duatlon
- 2004:  NK lange afstand in Venray - 2:53.35
- 2005:  Duatlon van Hoogland - 1:21:56
- 2005:  NK lange afstand in Venray - 2:49.28
- 2006:  Duatlon van Hoogland - 1:21.44

### Triatlon
- 2003:  UT-Triatlon Enschede - 1:48.57
- 2004:  NK lange afstand in Stein - 5:49.25
- 2005:  NK lange afstand in Almere - 8:36.14
- 2005:  NK middenafstand in Nieuwkoop - 3:52.29
- 2005:  Triatlon van Leiderdorp - 4:01:26